# 上桂車站
上桂站（日语：／ Kami-katsura eki */?），是位於京都市西京區上桂宮之後町，屬於阪急電鐵嵐山線的鐵路車站。車站編號為HK-96。

## 歷史
- 1928年（昭和3年）11月9日 - 新京阪鐵道（日语：新京阪鉄道）嵐山線開通，本站同時開業[2]。
- 1930年（昭和5年）9月15日 - 由於公司合併，成為京阪電氣鐵道的車站[2]。
- 1943年（昭和18年）10月1日 - 由於公司合併，成為京阪神急行電鐵（現在的阪急電鐵）的車站[2]。
- 1944年（昭和19年）1月9日 - 由於資材供出，嵐山線全線單線化。
- 1950年（昭和25年）3月13日 - 本站成為交會車站[3]。
- 2013年（平成25年）12月21日 - 導入車站編號[2]。
- 2017年（平成29年）3月25日 - 開始使用往嵐山站方向月台的驗票口。

## 車站構造
本站為側式月台2面2線的地面車站，站內設有交會設備。本站原本只在往桂方向的一側設有月台，2017年3月25日在往嵐山方向的一側也加設月台。兩側月台設有地下道連通。

### 月台配置
| 月台 | 路線   | 方向 | 目的地                        |
| ---- | ------ | ---- | ----------------------------- |
| 1    | 嵐山線 | 上行 | 往 嵐山、松尾大社             |
| 2    | 嵐山線 | 下行 | 往 桂、京都、大阪、神戶、寶塚 |

## 使用狀況
根據京都市統計書統計，2019年（令和元年）度1日的上下車人次為9,183人（一年約3,361,000人）。

## 車站周邊
神社佛閣・名所遺跡
- 上桂御靈神社

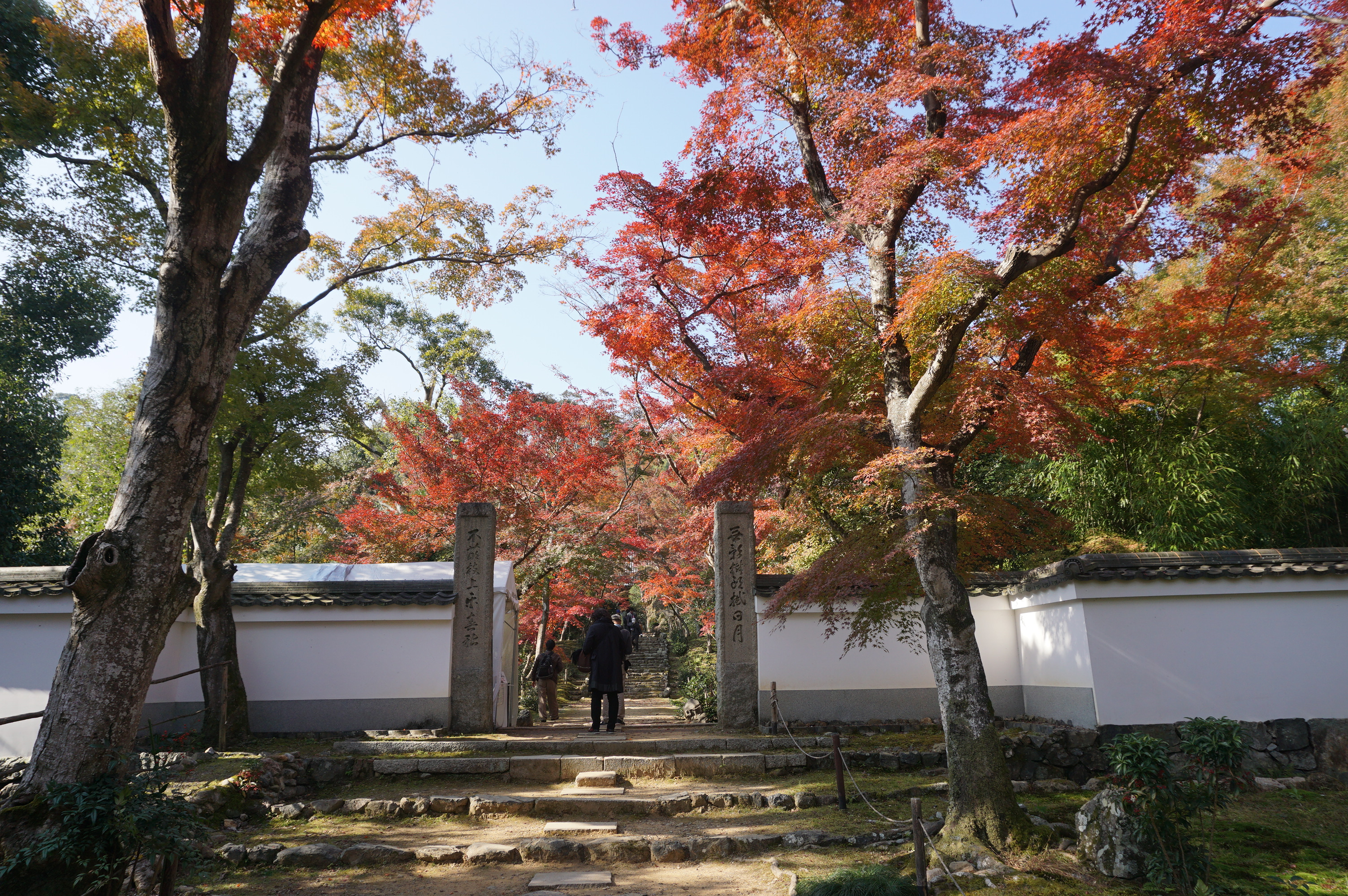
淨住寺

- 長恩寺 - 京都洛西觀音靈場第二十六號札所
- 谷之堂最福寺延朗堂
- 西芳寺（苔寺）
- 華嚴寺（鈴蟲寺）
- 玄忠院
- 地藏院（竹之寺）
- 來迎寺 - 京都洛西觀音靈場第三十二號札所
- 淨住寺 - 葉室家菩提寺、京都洛西觀音靈場第三十號札所
- 葉室家墓地
- 苔香居（山口家住宅）
- 葉室御靈神社
- 櫻谷墓地
- 唐櫃越
- 巣林寺

古墳・遺跡
- 西芳寺川古墳群
- 西芳寺古墳群
- 松尾十三塚古墳群
- 松尾山古墳群
- 衣笠山古墳群
- 山田櫻谷古墳群

文化設施
- 青山音樂紀念館
- 京都花鳥館
- 田畑らんぷ館
- 京都市西文化會館Westy
- 西京圖書館

其他
- 京都上桂郵局
- 葉室幼稚園
- 西京區役所
- 京都市立桂中學校
- 京都市立松尾小學校
- 三菱京都醫院
- 桂醫院
- 京都桂看護專門學校
- 國道9號
- 京都山田郵局
- 京都市立桂德小學校
- 京都市立桂川小學校

### 公車路線
設有公車站「上桂站前」，可搭乘京都市營巴士。
- 69号系統：四條大宮 往 二條站西口／物集女 往 桂站東口

## 相鄰車站
阪急電鐵
 嵐山線
桂（HK-81）－上桂（HK-96）－松尾大社（HK-97）
- 春、秋登山季節的臨時列車與直通特急也在嵐山線內各站停車。

## 外部連結
- 上桂 - 阪急電鐵